# Tachaea tonlesapensis
Tachaea tonlesapensis là một loài chân đều trong họ Corallanidae. Loài này được Nunomura miêu tả khoa học năm 2006.